# آرتیوم کیورغیان
آرتیوم سارگسی کیورغیان (ارمنی: Արտյոմ Սարգսի Կյուրեղյան؛ زادهٔ ۹ سپتامبر ۱۹۷۶ در گیومری) یک کشتی‌گیر در رشته کشتی فرنگی اهل ارمنستان-یونان است. وی برنده مدال برنز در دسته ۵۵ کیلوگرم در بازی‌های المپیک تابستانی ۲۰۰۴ شد. در ۹ سپتامبر ۱۹۷۶ در لنیناکان (گیومری فعلی) به دنیا آمد. در بین سال‌های ۱۹۹۲ تا ۱۹۹۹ در اولیانوفسک روسیه زندگی می‌کرد. در سال ۱۹۹۹ به یونان نقل مکان نمود. در مسابقات قهرمانی کشتی اروپا در هاپاراندا به مرحله نهایی رسید.